# 秦風 (台灣演員)
秦風 （1950年2月11日－) 是台灣演員，畢業於台灣中興大學，曾出演過多部影視劇如《誓言》《踩在夕陽裏》等。縱橫江湖30多年，跟他合作的女星已有7代。

## 背景
秦風本名劉寶林，出生於彰化縣員林鎮， 籍貫為湖北武漢市。

## 演藝經歷
1974年國立中興大學植物病理系畢業，同年加入台視演員訓練班，指導老師包括名導播龐宜安、黃以功、企劃盧履誠等，後來受到台視美工組組長龍思良引薦，演出古裝連續劇「伐紂」飾演龐德一角，因當兵未演完全劇，但已打開知名度，當兵期間因此而加入海軍陸戰隊藝工隊。1976年退伍後，在台視演出連續劇「滿庭芳」，隨即即被中影選定，與張璐、葉明德、周雅芳等新人，演出由廖祥雄執導，改編自真實事件的山難電影《大霸尖山》，片中飾演張龍一角，青春活潑又清新的形象，頗受矚目，因此接著演出劉藝執導《法網追踪》，這兩部作品開啟了他的電影之路。
接著因中影《大霸尖山》攝影師林鴻鐘的介紹，與劉家昌導演、甄珍一連合作三部電影《誓言》、《楓林小雨》和《白雲長在天》，逐漸磨練精進表演；之後跟秦夢、王釧如合演姚鳳磐執導的一系列鬼片，如《月牙兒》、《古厝夜語》、《夜變》等，使他一度有「鬼王」的稱號。1979年在軍教片《成功嶺上》與林鳳嬌配對演出，更受矚目；同年演出宋存壽執導《流水落花春去》，更奠定其影壇文藝小生地位。其他代表作還包括《踩在夕陽裡》、《哀怨赤嵌樓》、《紋身的女人》、《殺人玫瑰》、《母親》等。秦風出道後歷經二秦二林為市場主流的年代，主演的機會不容易，角色也容易被定型，他曾表示「拍片就像上課，上片如面臨考試」兢兢業業且虛心的工作態度，反而讓他獲得許多不同類型電影的演出機會。
1980年代後因電影業不景氣，續往電視圈發展，分別於1985、1989年成立千將、立捷傳播公司，除參與演出、主持節目外，並自製電視劇集、大型演唱活動，也經營藝人經紀，曾在他旗下簽約的包括陳俊生、邵昕、黃膺勳、孫鵬、霍正奇、宋岡陵、侯炳瑩等人。1989年政府開放兩岸交流，謝迺彪、秦風製作、演出台灣第一部完全在大陸攝製完成的40集電視劇「賽金花」。2004至2011年再度赴北京發展，演藝事業不斷。歷年演出電視劇代表作還包括「丹心照汗青」、「江山萬里情」、「再愛我一次」、「串串風鈴響」、「雙飛雁」、「天若有情」、「大紅燈籠高高掛」、「相逢何必曾相識」、「巧克力情人」、「孔雀東南飛」、「情深深」、「絕代雙驕」等。

## 藝名： “秦風”藝名來由
秦風在台灣與秦漢合稱“秦哥”，但秦風只是他的藝名，他本名劉寶林，為何取名“秦風”，原來，這還有一段故事。
1975年，秦風參加了一個演員訓練班， “秦風”的藝名就來自這個“訓練班”。當初演員訓練班老師龍思良覺得他應該有一個藝名，於是龍老師拿着劉寶林的照片請香港邵氏電影公司的張徹為他起了兩個藝名，一是“秦風”，一是“西門靈”，劉寶林覺得“西門靈”武俠味太重，認為《詩經》裏有“秦風”反映秦地民風，特別符合自己的從藝初衷，欣然接受“秦風”藝名。

## 得獎
八十年代橫跨影視界，並榮獲第一屆台灣電視綜合最佳男演員獎。
2000年榮獲中國金鷹獎“世紀傑出演員獎”，秦風是台灣地區唯一受獎人。

## 演出作品

### 電影
| 年份 | 片名            | 导演   | 飾演   | 合作演员                                                                             |
| ---- | --------------- | ------ | ------ | ------------------------------------------------------------------------------------ |
| 1976 | 大霸尖山        | 廖祥雄 |        | 葉明德, 張璐, 週雅芳, 湯文,田野 , 盧迪                                               |
| 1977 | 法網追蹤        | 劉藝   |        | 樑脩身, 穀名倫, 鬍因夢, 鄧美芳, 陳瑋齡, 江彬                                         |
| 1976 | 爆炸的愛情      | 郭清江 | 丁德生 | 林鳳嬌、劉尚謙、陳莎莉、石峯、林美麗                                                 |
| 1976 | 楓林小雨        | 劉家昌 | 大偉   | 甄珍, 谷名倫, 柯俊雄, 魏蘇, 盧碧雲,                                                  |
| 1978 | 誓言            | 劉傢昌 |        | 甄珍, 翁倩玉, 谷名伦, 刘秦雨, 更多                                                   |
| 1978 | 白雲長在天      | 劉傢昌 |        | 甄珍, 穀名倫,張璐, 孫嘉林, 劉秦雨, 徐康泰, 張小燕, 葛小寶,硃磊                       |
| 1978 | 十七歲的夢      | 李先章 |        | 恬妞, 劉尚謙, 甄秀珍, 葛香亭, 張冰玉, 金石, 于恆, 乾德門, 吳鬆                       |
| 1978 | 大三時的一段情  | 白景瑞 |        | 胡燕妮, 華方                                                                         |
| 1977 | 踩在夕陽裡      | 白景瑞 |        | 秦祥林, 林鳳嬌                                                                       |
| 1978 | 無字天書        | 張美君 |        | 貝蒂, 樑脩身, 理查德·基爾, 鬍因夢, 萬重山, 週芝明, 何思敏                            |
| 1979 | 成功嶺上        | 張佩成 | 宋清   | 林青霞, 林鳳嬌, 秦祥林, 許不瞭, 寇世勛, 郎雄, 歸亞蕾, 樑脩身, 鬍茵夢, 王釧如, 譚道良 |
| 1979 | 殺人玫瑰        | 须立民 | 耿修平 | 張國柱、胡燕妮、藍毓莉、林在培、嘉倫、宗華、王寶玉、明明                             |
| 1979 | 古厝夜雨        | 姚鳳磐 |        | 石峰, 王釧如, 傅碧輝, 白琳, 張冰玉,                                                  |
| 1979 | 月牙兒          | 姚鳳磐 | 李昉   | 王釧如, 岳陽, 陳瑋齡, 傅碧輝, 葛香亭, 方正                                           |
| 1979 | 流水落花春去    | 宋存壽 | 馮君白 | 林鳳嬌,秦祥林, 週丹薇, 穀名倫, 曹健, 黃玲珊,張冰玉                                   |
| 1979 | 落翅的海鷗      | 姚鳳磐 |        | 徐學良、華寧影業、孫嘉琳、邵佩玲、朱莉、                                             |
| 1980 | 嚇死鬼 / 討厭鬼 | 姚鳳磐 |        | 方正, 王釧如, 張盈真                                                                 |
| 1980 | 纹身的女人      | 潘壘   |        | 田青 , 王俠, 李脩賢, 李惠淑, 嘉倫, 盈盈                                              |
| 1980 | 哀怨赤嵌樓      | 姚鳳磐 |        | 于珊珊, 顧寶明, 司馬空, 王景平                                                       |
| 1981 | 冤魂不散        | 姚鳳磐 |        | 于珊珊, 徐小玲 , 曹健                                                                |
| 1981 | 半夜人          | 姚鳳磐 |        | 湯蘭花, 方正,薑厚,任明明.                                                            |
| 1981 | 鬼屋禁地        | 姚鳳磐 |        | 龍君兒, 方正, 傅碧輝, 金塗, 管管, 樑脩身, 王寶玉, 田平春, 劉夢燕, 江明, 楊貴媚       |
| 1982 | 母親            | 葉德申 | 小兒子 | 凌波, 方芳芳, 崔守平, 文帥, 劉夢燕                                                   |
| 1982 | 槍口下的小百合  | 郭清江 | 李小杰 | 林青霞, 楊羣, 張衝, 車軒                                                             |
| 1982 | 朱秀華還魂記    | 林奕秀 |        | 龍君兒,王寶玉, 王昆峰                                                                |
| 1983 | 觀世音          | 羅熾   | 韋陀   | 葉青, 李長安, 吳燕, 陳淑芳, 原森, 于恆                                               |
| 1983 | 怪屋疑案        | 姚鳳磐 |        | 李慧慧, 吳桓, 魯直, 范守義, 常楓,張英頎, 何思敏, 陳瑋齡, 洪明麗,姚小璋,華君          |
| 1983 | 走馬燈          |        |        | 吳國良,井洪, 韓甦, 梁燕民, 張方霞, 何思敏,李又麟, 小郎                               |
| 1983 | 子夜琴挑        |        |        | 吳國良, 張冰玉, 曹健, 湯志偉, 華真真, 李慧慧,                                        |
| 1983 | 豫園殘夢        |        |        | 張方霞, 乾德門, 張冰玉, 吳國良, 尹寶蓮, 李虹, 蔡富貴                                 |
| 1983 | 碧海青天夜夜心  |        |        | 胡因夢                                                                               |
| 1989 | 情鎖心樓        | 吴华   | 蔡子仁 | 翟玉娘                                                                               |

### 电视剧
| 年份             | 片名             | 飾演   | 合作演员                                                                     |
| ---------------- | ---------------- | ------ | ---------------------------------------------------------------------------- |
| 1976             | 滿庭芳           |        | 張璐, 尹寶蓮, 司馬玉嬌, 雷鳴, 鄒森, 常楓, 唐飛                               |
| 1977             | 情深深           |        | 尹寶蓮, 葛蕾, 雷鳴, 乾德門, 陳莎莉, 丁玫, 佘仰聲, 金石, 車軒, 武家麒, 楊劍虹 |
| 1977             | 絕代雙驕         | 顧人玉 | 夏玲玲、江明、張璐、何思敏、葛蕾、貝蒂、陳莎莉                               |
| 1978             | 滿園春           | 鄧志才 | 曹健, 李虹, 姜鳳書, 萬重山, 黃雙雙, 張璐, 趙婷, 武承泰, 鄒森, 李慧慧, 范守義 |
| 1978             | 江山萬里情       |        |                                                                              |
| 1981             | 丹心照汗青       | 林覺民 |                                                                              |
| 1982/07/05~08/13 | 再愛我一次       | 紹安   | 羅霈穎(羅璧玲), 夏威, 傅碧輝, 鄒森                                           |
| 1983             | 新西遊記         | 唐三藏 |                                                                              |
| 1985             | 串串風鈴響       | 李文強 | 文潔,, 鄧美芳, 江明, 胡燕妮                                                  |
| 1987             | 神仙一把抓       | 逍遙   | 曹蘭, 陳復生, 鄒美儀, 湯志偉, 張振寰, 汪強, 狄鶯                             |
| 1990             | 天若有情         | 唐三藏 | 岳翎, 鄧美芳, 艾偉, 楊潔玫, 曾秋榕                                           |
| 1990             | 雙飛雁           | 邱祥恩 | 雪梨、楊潔玫、張國彊, 萧蔷                                                   |
| 1991             | 賽金花           | 光緒帝 | 陳玉蓮, 黃錦燊, 王萊, 黃錦燊                                                 |
| 1992             | 大紅燈籠高高掛   | 陳飛浦 | 陳玉蓮，劉德凱，傅雷, 楊潔玫                                                 |
| 1993             | 我愛美人魚       | 林義雄 | 酒井法子, 邵昕, 蘇明明,金銘                                                  |
| 1995             | 情劍山河         | 李煜   | 吳興國，黎燕珊，關詠荷，何晴，鄧美芳                                         |
| 1996             | 三國英雄傳之關公 | 周瑜   | 勾峯, 陳俊生, 張復建, 崔浩然, 趙樹海                                         |
| 1997             | 情系大飯店       | 王維   | 胡燕妮, 秦漢, 關詠荷, 楊思敏, 宋岡陵, 張國立                                 |
| 1997             | 戰國紅顏         | 范蠡   | 張敏, 唐國強, 童安格, 劉瑞琪                                                 |
| 2000             | 亂世麗人         | 屠岸賈 | 王思懿, 何傢勁, 薛傢燕, 陳浩民                                               |
| 2003             | 三劍奇緣         | 冷霜子 | 駱力煒, 夏如芝, 六月, 林立青, 羅時豐, 江淑娜, 呂頌賢, 衞子云, 陳冠霖         |
| 2006             | 相逢何必曾相識   | 何儒風 | 林佑威, 楊冪, 李麗珍, 江宏恩, 聶遠,...                                       |
| 2011             | 花灯满城         | 陳佐千 | 田海蓉、刘晓庆、胡可、鲍起静                                                 |

### 黃梅調戲劇 (金玉劇坊 -1983)
| 片名       | 飾演   | 合作演员                                                       |
| ---------- | ------ | -------------------------------------------------------------- |
| 玉堂春     | 王金龍 | 恬妮、儀銘、常楓、文湘嵐、余繼孔、許立、許文全等。             |
| 孔雀東南飛 | 焦仲卿 | 龍君兒、蔣光超、郭萍、王慕光、程惠、王玉玲、鄒琳琳、鄭平君等。 |
| 翠屏山     | 石秀   | 恬妮、儀銘、常楓、文湘嵐、余繼孔、許立、許文全等。             |
| 繡樓夜審   | 胡必松 | 孫嘉林、徐一功、張媛婷、陳啟峻、張順興、戴秉剛等。             |